# The Right Touch
The Right Touch е десетият пореден албум на джаз пианиста и аранжор Дюк Пиърсън, в който са събрани изпълнения от 1967 г., които са издадени чрез Блу Ноут Рекърдс.
Музикалният критик от Олмюзик, Скот Яноу, награждава албума с 5 звезди, наричайки го „един от най-точните записи в кариерата на Дю Пиърсън“.

## Списък на композициите
Всички композиции принадлежат на Дюк Пиърсън.
- Chili Peppers – 6:52
- Make It Good – 6:41
- My Love Waits (O Meu Amor Espera) – 5:56
- Los Malos Hombres – 6:34
- Scrap Iron – 5:23
- Rotary – 6:18
- Los Malos Hombres [вариация] – 5:02 бонус парче на преиздаден компактдиск

## Състав
- Дюк Пиърсън – пиано
- Фреди Хъбърд – тромпет
- Гарнет Браун – тромбон
- Джери Доджиън – алто саксофон, флейта
- Джеймс Сполдинг – алто саксофон
- Стенли Търънтайн – тенор саксофон
- Джийн Тейлър – контрабас
- Грейди Тейт – барабани